# Potamogetonaceae
Potamogetonaceae Bercht. & J.Presl è una famiglia di piante angiosperme monocotiledoni appartenente all'ordine Alismatales,  a distribuzione cosmopolita.

## Descrizione
La famiglia comprende piante acquatiche perenni.
Le foglie possono essere galleggianti o sommerse. Sono prive di stami. 
I fiori sono tetrameri e portano 4 sepali, 4 stami e 4 carpelli. I petali sono assenti. 
I frutti sono drupe o acheni.

## Tassonomia
La classificazione tradizionale (Sistema Cronquist, 1981) assegnava la famiglia all'ordine Najadales., mentre la moderna classificazione APG la colloca nell'ordine Alismatales.
La famiglia comprende i seguenti generi:
- Althenia F.Petit
- Groenlandia J.Gay
- Potamogeton L.
- Stuckenia Börner
- Zannichellia P.Micheli ex L.